# The Hague Challenger
Il The Hague Challenger è stato un torneo professionistico di tennis giocato su campi in sintetico indoor. Faceva parte dell'ATP Challenger Series. L'unica edizione si è disputata a L'Aia in Paesi Bassi.

## Albo d'oro

### Singolare
| Anno | Campione      | Finalista    | Punteggio |
| ---- | ------------- | ------------ | --------- |
| 1990 | Anders Järryd | Marián Vajda | 6–1, 6–2  |

### Doppio
| Anno | Campioni                       | Finalisti                          | Punteggio |
| ---- | ------------------------------ | ---------------------------------- | --------- |
| 1990 | Michiel Schapers Jan Siemerink | Alexander Mronz Andrej Ol'chovskij | 6–3, 7–5  |